# Ammetopa
Ammetopa là một chi bướm đêm thuộc họ Noctuidae.